# Molophilus cautus
Molophilus cautus là một loài ruồi trong họ Limoniidae. Chúng phân bố ở vùng Tân nhiệt đới.